# Pseudocirrhipathes
Pseudocirrhipathes is een geslacht van neteldieren uit de klasse van de Anthozoa (bloemdieren).

## Soort
- Pseudocirrhipathes mapia Bo et al., 2009